# 마영정: 상해야인시대
《마영정: 상해야인시대》(중국어: 惡戰, 영어: Once Upon a Time in Shanghai)는 2014년 1월에 개봉한 홍콩, 중국의 액션, 범죄, 드라마 영화이다. 황정보가 감독을 맡았다.

## 출연
- 오윤룡 : 마영정 역
- 안지걸 : 용칠 역
- 홍금보 : 철 사부 역
- 장로하
- 호연 : 철국 역
- 마오쥔제
- 온초
- 진관태
- 원상인
- 풍극안